# 埃塔
巴斯克祖国与自由（巴斯克语：Euskadi ta Askatasuna），简称埃塔（ETA），是西班牙和法国交界处的巴斯克地區的一个分离主义武装组织。该组织成立于1958年，原为佛朗哥独裁统治时代西班牙北部巴斯克地区的一个地下反抗组织。佛朗哥政权垮台後，“埃塔”逐渐发展为从事民族獨立活动的準軍事反政府组织。在其象徵上有兩個明顯符號，分別為代表政治的蛇，並纏著一代表武裝鬥爭的斧頭。
自1968年以来，埃塔已经造成超過800人丧生、數千人受傷。尽管“埃塔”暗杀目标为政府要员，但是受到伤害的大多数仍为普通公民。埃塔已被西班牙政府、法國政府、欧洲联盟全體和美国政府列為禁止的恐怖组织，有約700多名的埃塔成員被關押在西班牙、法國和其他國家的監獄中。
2018年5月2日，埃塔宣佈徹底解散。

## 目标
埃塔的政治目标是通过武装斗争建立起独立的社会主义巴斯克国，这个巴斯克国包括西班牙巴斯克人居住的四个省即比斯开、基普斯夸、阿拉瓦和纳瓦拉，法国的三个省即下纳瓦拉、拉普尔迪和苏尔。
由于埃塔信仰马克思主义，过去一直受到古巴、利比亚和黎巴嫩等国的资助，也受到墨西哥和委內瑞拉的庇护，並與其他左翼军事组织有很多联系。埃塔组织的成员除了在西班牙本国外，还广布於西欧的法国、比利时、德国、意大利，以及拉丁美洲的墨西哥、乌拉圭等国家。

## 組織結構

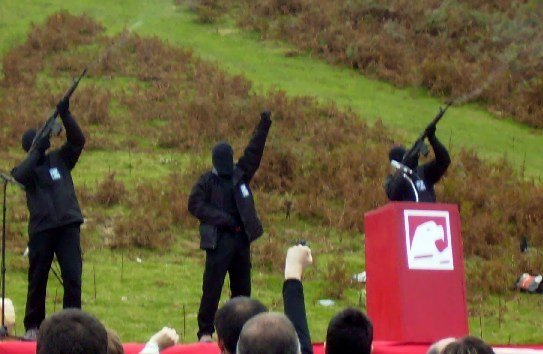
2006年埃塔成員開槍齊射。

埃塔基於安全原因已經改變其內部結構多次。該組織曾經有一個非常講究等級的結構，其中在頂部有一位領導人物，轄下再分為三個子組織：後勤、軍事和政治部分。報導指出西班牙和法國警方特別注意埃塔組織結構在近幾年重大變化，目前埃塔已經從三個子組織改為分成共11個子組織。這一變化是為了因應不同的執法機構的捕獲、或者是滲透策略，意圖分散成員來減少拘留成員的影響力。
領導小組大約有7到11個人，在埃塔的內部文件稱他們為Zuba，即為Zuzendaritza Batzordea（領導委員會）的縮寫。此外還有一個名為Zuba-hitu的組織，其作用是作為領導小組的諮詢委員會。轄下的11個不同的子組織依功能分別是：物流、政治學、國際關係與兄弟組織、軍事行動、儲存、囚犯的支持、徵用、訊息、人才招聘、談判和經濟等項目。
埃塔的武裝行動組織由在不同的名叫taldes的突擊隊組成，一般一隊約由三至五名成員，其目的是在指定的地理區域進行攻擊，而為了協調各隊的攻擊行動上面還有一統一管理名叫cúpula militar的組織。為了支援各小隊，管理組織擁有名叫zulos的隱蔽處（巴斯克語字面意思是「洞」），這些躲藏處大多藏匿在森林、房子閣樓或地鐵中，可用來存放武器、炸藥或有時監禁遭綁架的人質，其中隱藏人質處被埃塔和其支持者稱為「人民監獄」。突擊隊通常是流動性質的，並不待在任何特定地區，也因此更讓人難以捕捉。
埃塔成員區分依性質區分為：沒有警察記錄，且正常生活legales／legalak；警方已針對，專門為埃塔工作的liberados；給予成員幫助和後勤支援，必要時組織人力的apoyos。此外還有一部份被監禁的成員組織，其服務主要分散在西班牙和法國，有些成員仍然具有重大影響，這些成員被稱為quemados。成員獲釋後，大多仍被警方懷疑跟組織持續保持關係而被監視。當然在過去也有成員被法國政府驅逐到偏遠的國家裡，之後仍自由地生活。法國自此已停止了將埃塔成員驅逐到其他地方這種做法，改比照西班牙採取法律審判。

## 歷史沿革

### 2006年宣布停火
2006年3月22日，埃塔宣布从3月24日开始永久性停火。6月29日，西班牙首相何塞·路易斯·罗德里格斯·萨帕特罗宣布，政府决定开始与该组织对话。12月30日，西班牙政府中止与埃塔对话。2007年6月5日，埃塔发表声明称，于当天午夜终止永久性停火，恢复武装活动。

### 2011年弃武及停止武裝活動
2010年9月5日，埃塔宣布停火。
2011年10月20日，埃塔以书面和录像方式宣布该组织将永久放弃武装斗争，并强调作出的是“明确、坚定且永久性放弃武装对抗的承诺”，同时要求西班牙和法国政府尽快与其开始直接对话。埃塔在声明中指出，3天前在西班牙北部城市圣塞瓦斯蒂安举行的国际和平会议“汇聚了全面解决冲突所需的各组成部分，并得到了巴斯克社会和国际社会的广泛支持”，“我们面对的是一个历史性的以公正和民主的方式解决政治冲突的机会。在暴力和镇压面前，对话和协议应该成为新一个周期的主旋律”。
2017年3月埃塔提出最終完整解除武裝的計畫，並在4月8日向法国警方通报该组织藏匿武器的地点。

### 2018年宣布永久解散
2018年5月2日，“埃塔”宣布徹底解散，該組織也成為西歐最後一個以暴力方式爭取獨立的組織。西班牙網路媒體《每日新聞報》(El Diario)刊出“埃塔”的解散聲明說︰“埃塔已完全解散所有組織結構，並結束政治追求。”

## 埃塔从事的活动
- 1961年：埃塔首次制造了火车颠覆事件，但没有成功。
- 1968年：埃塔枪杀了曼扎纳斯（西班牙语：Melitón Manzanas）（巴斯克市一名秘密警察负责人）。
- 1973年12月，埃塔为报复政府处决巴斯克分离主义分子，西班牙首相路易斯·卡雷罗·布兰科在马德里遭暗杀。
- 1980年：118人死于埃塔制造的血腥事件。
- 1985年9月，埃塔在马德里製造第一起汽车炸弹袭击，一名美国人死亡，16名护卫成员受伤。
- 1986年7月，埃塔制造的爆炸案，致使12名卫队成员死亡，50人受伤。
- 1987年6月19日，埃塔在巴塞罗那一家超市制造的血案，致使21人死亡，45人受伤。
- 1995年：埃塔企图以爆炸暗杀当时的反对党领袖何塞·玛丽亚·阿斯纳尔（后任首相）和国王胡安·卡洛斯一世。
- 1997年：埃塔展开对抗地方多数党政治家的行动。7月，埃塔绑架和杀害了议员安赫尔·布兰科（Angel Blanco），引起了全体国民公憤，致使600万西班牙人涌上街头举行游行示威活动。
- 1998年6月：埃塔制造的汽车炸弹袭击事件致使议员扎纳雷恩死亡。11月，“埃塔”单方面宣布了首次的停火声明，停火行动从11月18日起生效。
- 1999年11月28日：埃塔废除停火声明。
- 1999年12月19日：西班牙警方截停一辆载有爆炸物的汽车。
- 2000年1月21日：马德里遭到两宗汽车炸弹袭击。
- 2000年2月22日，社會黨（西班牙语：Partido Socialista de Euskadi-Euskadiko Ezkerra）领袖费尔南多·布塞（西班牙语：Fernando Buesa）和其保镖在维多利亚（Vitoria）遭暗杀。
- 2000年11月21日，前卫生大臣埃内斯特·鲁奇在巴塞罗那遭枪杀。
- 2001年11月6日，汽车炸弹袭击致使95人受伤。
- 2002年5月1日，在即将举行欧洲冠军联赛复赛前，埃塔在靠近马德里足球体育场进行汽车炸弹袭击。
- 2002年6月21日，在丰希罗拉、马贝拉和萨拉戈萨等三个城市几乎同时进行了汽车炸弹袭击。
- 2008年10月30日，策划了纳瓦拉大学汽车爆炸事件。
- 2017年， 埃塔发表了一份声明，支持2017年加泰罗尼亚独立公投。[10]
- 2018年5月2日，埃塔宣布永久解散。